# Flughafen Melbourne

i7
i11
i13
Der Flughafen Melbourne (englisch Melbourne Airport, IATA-Code: MEL, ICAO-Code: YMML) ist ein internationaler Flughafen 22 Kilometer nordwestlich von Melbourne beim Vorort Tullamarine, Victoria (Australien). Neben dem Melbourne Airport – auch Tullamarine Airport genannt – gibt es im Großraum Melbourne noch drei weitere, kleinere Flughäfen: Avalon Airport bei Geelong, der alte Essendon Airport und Moorabbin Airport südsüdöstlich der Innenstadt. MEL dient als Drehkreuz von Qantas und Virgin Australia.
Der Flughafen verfügt über zwei Start- und Landebahnen und vier Terminals. Er ist rund um die Uhr geöffnet.
Flughafenbetreiber ist das Unternehmen Australia Pacific Airports Corporation Limited (APAC).

## Geschichte
Der Flughafen Melbourne wurde am 1. Juli 1970 eröffnet, um den an seine Kapazitätsgrenzen stoßenden Flughafen Essendon zu ersetzen. Der neue Flughafen wurde wenige Kilometer weiter außerhalb erbaut.
1997 wurde der Flughafen privatisiert. Dabei wurde der ursprüngliche Name Tullamarine Airport zwar zu Gunsten von Melbourne Airport aufgegeben, aber der erstgenannte Name wird noch in Flugplänen einiger Airlines benutzt. Es ist der erste Flughafen Australiens, der für den Airbus A380 modifiziert wurde.

## Flughafenanlagen

Flughafendiagramm

Der Flughafen Melbourne hat vier Terminals:
- T1 wird von Qantas und Qantas Link benutzt und hat 22 Gates
- T2 ist der internationale Terminal und hat 16 Gates. Dieser Terminal wird unter anderem von Qantas, Jetstar Australia, Emirates und Singapore Airlines genutzt
- T3 wird für Inlandsflüge von Virgin Australia genutzt.
- T4 wird von den Billigfluggesellschaften Tiger Airways Australia und Jetstar Australia sowie den Regionalfluggesellschaften Airnorth und REX und der Fluggesellschaft Alliance Airlines genutzt.

Dazu nutzt Virgin Australia den Terminal für ihre inneraustralischen A330-200 Flüge.